# Çalıkuşu
Çalıkuşu (Engelse titel: Wren, ook gekend als Lovebird) is een Turkse televisieserie uit 2013, geproduceerd door Tims Productions en uitgezonden door Kanal D. De serie is een bewerking van het gelijknamige boek van de Turkse schrijver Reşat Nuri Güntekin, gepubliceerd in 1922, met in de hoofdrollen Burak Özçivit en Fahriye Evcen.
De serie werd verkocht aan verschillende landen zoals Israël, Iran, Servië, Bulgarije, Rusland, Oekraïne en Kazachstan .

## Verhaal
Feride (Fahriye Evcen) is een weesmeisje dat vanaf zeer jonge leeftijd onder de bescherming van haar ooms staat. Ze ontdekt dat de wereld niet altijd zo onschuldig is als zij zelf. Ze wordt verliefd op de persoon met wie ze haar avonturen als kind deelde, haar neef Kamran (Burak Özçivit), een gerespecteerde arts die de trots is van de familie. Een onschuldige liefde maar tegelijkertijd mooi.

## Rolverdeling
- Burak Özçivit als Kamran
- Fahriye Evcen als Feride
- Mehmet Özgür als Seyfettin
- Elif İskender als Besime
- Ebru Helvacıoğlu als Necmiye
- Deniz Celiloglu als Selim
- Begüm Kütük Yaşaroğlu als Neriman
- Güneş Hayat als Gülmisal Kalfa
- Hülya Gülşen als Dilber Kalfa
- Elif Sümbül Sert als Nuriye
- Alptekin Serdengeçti als Levent

## Onderscheidingen
| Jaar | Onderscheiding                                     | Categorie                      | Genomineerd  | Resultaat |
| ---- | -------------------------------------------------- | ------------------------------ | ------------ | --------- |
| 2014 | 12e YT Stars of the Year Awards                    | Meest geliefde televisieacteur | Burak zçivit | Gewonnen  |
| 2014 | 14e Magazinci.com Internet Media                   | Beste televisieacteur          | Burak zçivit | Gewonnen  |
| 2014 | 4e Elle Style Awards                               | Acteur van het jaar            | Burak zçivit | Gewonnen  |
| 2014 | Awards voor het beste van Haliç University in 2014 | Beste acteur                   | Burak zçivit | Gewonnen  |